# Марк Лициний Лукулл (претор)
Марк Лици́ний Луку́лл (лат. Marcus Licinius Lucullus; III—II века до н. э.) — римский политический деятель, претор 186 года до н. э. Упоминается только в связи с этой должностью и только в одном сохранившемся источнике — в «Истории Рима от основания города» Тита Ливия. Занимал пост претора по делам иностранцев (praetor peregrinus), ему пришлось на время остановить ведение судебных тяжб из-за масштабного дела о религиозных таинствах.
Отцом Марка Лициния мог быть Луций Лициний Лукулл, курульный эдил в 202 году до н. э. По одной из версий, именно Марк был отцом Луция Лициния Лукулла, консула 151 года до н. э., и предком всех последующих Лукуллов. Однако есть и другие варианты семейной родословной.